# Dým (román)
Dým je román Ivana Sergejeviče Turgeněva, který byl napsán v letech 1865—1867. V roce 1867 vyšel v ruském časopise Русский вестник. Děj se odehrává v německém Baden-Badenu.

## Děj
V srpnu 1862 byl život v Baden-Badenu v plném proudu. Hlavní hrdina, Grigorij Michajlovič Litvinov, čekal na svou nevěstu Taťjanu Petrovnu Šestovovou. Znal ji už od dětství a „„navrhl jí jako milované ženě, jako přítelkyni a družce, aby spojila svůj život s jeho životem.“
Jednou Litvínov našel ve svém pokoji velkou kytici heliotropů. Ihned mu došlo, že to byla jeho stará láska, princezna Irina. Litvinov se do ní zamiloval na první pohled. Irinina rodina, navzdory jejímu ušlechtilému původu, žila v chudobě. Dívka vášnivě snila o tom, jak se z ní dostat. Když se jí naskytla příležitost, odešla navždy do Petrohradu k bohatému příbuznému. Pro Litvínova bylo těžké snášet odloučení. Irina byla provdána za mladého generála Ratmirova. To jí nezabránilo v tom, aby Litvinovovi dala planou naději na štěstí s ní. Litvinov opustil Taťjanu a zlomil jí srdce. Irina se však jeho lásce pouze vysmála. Odmítla opustit manžela, jak dříve slíbila. Litvínov byl zcela zničený a nešťastný, a tak se vrátil do své vlasti. Začal se starat o panství, kde to šlo špatně. O dva roky později se v něm probudil ten starý Litvinov. Nevydržel to a šel za Taťjanou. Na kolenou ji prosil o odpuštění. Oba dva se spolu usmířili a našli rodinné štěstí.
Tento román učí čtenáře, aby byli rozumní a nepodléhali pokušení, jinak se život může změnit v dým! Je důležité situaci rozumně vyhodnotit.

## Hlavní postavy
- Grigorij Michajlovič Litvinov – statkář, syn vysloužilého úředníka z kupecké rodiny a šlechtičny, strávil čtyři roky v zahraničí, studoval agronomii
- Irina Pavlovna Ratmirovová (rozená Osininová) – představitelka starobylého, ale zbídačeného knížecího rodu, mladická láska Litvinova

## Vedlejší postavy
- Valerian Vladimirovič Ratmirov – manžel Iriny Pavlovny, kariérista
- Taťjana Petrovna Šestovová – Litvinovova snoubenka, laskavá dívka
- Kapitolina Markovna Šestovová – teta Taťány, která ji vychovala, stará panna; hlásí se k demokratickým názorům, čte Strausse
- Rostislav Bambajev – Litvinovův moskevský známý

## Filmová adaptace
Román zfilmoval v roce 1992 režisér Ayan Shakhmaliyeva. Hlavní role ztvárnili Vladislav Vetrov, Larisa Borushko a Stanislav Lyubshin.
Seriál vychází ze stejnojmenného Turgeněvova románu Dým. Události pocházejí z 60. let 19. století a děj se odehrává ve městě Baden-Baden, kde se usadila malá skupina Rusů. Žijí prostý život, stejně jako každý. Hádají se a zamilují se. Hlavní hrdina Litvinov v předvečer své svatby potká ženu, s níž měl před lety vášnivý románek. Pocity vzplanou s novou láskou, s obnovenou silou, ale jsou velmi nebezpečné, protože mohou zničit oba.